# Elecciones generales de Jamaica de 1944
Elecciones generales tuvieron lugar en Jamaica el 12 de diciembre de 1944. El resultado fue una victoria para el  Partido Laborista de Jamaica, el cual ganó 22 de los 32 escaños. La participación electoral fue de 58,7%.

## Resultados
| Partido                        | Votos   | %    | Escaños |
| ------------------------------ | ------- | ---- | ------- |
| Partido Laborista de Jamaica   | 144 661 | 41,4 | 22      |
| Partido Nacional del Pueblo    | 82 029  | 23,5 | 5       |
| Partido Democrático de Jamaica | 14 123  | 4,0  | 0       |
| Otros partidos                 | 3 500   | 1,0  | 0       |
| Independientes                 | 104 814 | 30,0 | 5       |
| Votos en blanco/nulos          | 39 982  | –    | –       |
| Total                          | 389 109 | 100  | 32      |
| Fuente: Nohlen                 |         |      |         |